# Lepidorhynchus denticulatus
Lepidorhynchus denticulatus är en fiskart som beskrevs av Richardson, 1846. Lepidorhynchus denticulatus ingår i släktet Lepidorhynchus och familjen skolästfiskar. Inga underarter finns listade i Catalogue of Life.